# Fraßdorf
Fraßdorf este o comună din landul Saxonia-Anhalt, Germania.